# Cannon Air Force Base
Cannon Air Force Base è una base militare della United States Air Force e un census-designated place (CDP) degli Stati Uniti d'America, situato nello stato del Nuovo Messico, in particolare nella contea di Curry.
L'aeroporto e CDP, situato a circa 11 km da Clovis, è attivo dal 1942.